# Susanne von Berlin-Heimendahl
(Susi) Susanne Maria Hedwig Charlotte von Berlin-Heimendahl, geborene von Heimendahl und verheiratete von Berlin (* 4. September 1916 in Berlin; † 13. April 2002), war eine deutsche Kinderärztin, leitende Oberärztin an der Universitätskinderklinik München und Hochschullehrerin an der Ludwig-Maximilians-Universität München (LMU).

## Leben
Von Berlin-Heimendahl stammte aus dem Geschlecht der von Heimendahl und war die Tochter des Walther von Heimendahl, einem ehemaligen Hauptmann der Kavallerie, und dessen Frau, geborene Michaelis. Nach dem Abitur 1935 absolvierte sie 1940 ihr medizinisches Staatsexamen. 1941 wurde sie promoviert mit einer Arbeit zum Thema Die chirurgische Behandlung intracerebraler Blutungen. An der Münchner Universitätskinderklinik, an der sie seit 1940 tätig war, übernahm sie 1947 die poliklinische Abteilung des dortigen Instituts. Ab 1946 leitete sie zusätzlich die Neugeborenenabteilung der Frauenklinik an der Maistraße. 1951 heiratete sie den Juristen Alexander Oswald Artur Johannes von Berlin (1896–1975), der in erster Ehe mit Marie Sabine Sophie Ehrentraut von Klitzing (1896–1945) verheiratet gewesen war.
1955 habilitierte sie mit einer Arbeit zum Thema Einschlusskörperchen im Rachenepithel des Menschen. Danach war sie per Ministerialentscheid ab dem 27. Juli 1955 an der Münchner LMU zunächst als Privatdozentin für Kinderheilkunde tätig, unterrichtete dort praktische Pädiatrie mit Schwerpunkt Neu- und Frühgeborenenerkrankungen und war ab 1957 tätig als Trainerin für Geburtshilfe. Seit 1964 lehrte sie an der LMU als außerplanmäßige Professorin. Ihr 1961 erstveröffentlichtes Werk Das große Handbuch der Säuglingspflege und Kindererziehung wurde in mehreren Auflagen herausgegeben.
In ihrer Münchner Zeit lebte Susanne von Berlin-Heimendahl in der Papperitzstraße 5 in München-Solln.

## Publikationen (Auswahl)
als Verfasserin:
- Die Krankheiten des Neugeborenen und Frühgeborenen, ihre Erkennung und Behandlung in der Praxis. Enke, Stuttgart 1960.
- Das große Handbuch der Säuglingspflege und Kindererziehung. mvg Verlag, Landsberg am Lech 1988. [5., völlig überarb. Neuausg.; Erstaufl. 1971 München]
- Pflege und Erziehung des Kindes. Von der Geburt bis zur Pubertät. Manfred Pawlak Verlagsgesellschaft mbH, Herrsching am Ammersee 1991.

Mitwirkungen:
- Alfred Wiskott (Hrsg.); Walter Keller (Hrsg.): Lehrbuch der Kinderheilkunde. Thieme, Stuttgart 1961 [und weitere Aufl.][2]
- Werner Bickenbach: Hebammen-Lehrbuch. Thieme, Stuttgart 1962 [und weitere Aufl.][2]
- Horst Schwalm (Hrsg.); Gustav Döderlein (Hrsg.): Klinik der Frauenheilkunde und Geburtshilfe. Ein Handbuch für die Praxis. Urban und Schwarzenberg, München/Berlin 1964 [und weitere Aufl.][2]
- Klaus Betke (Hrsg.): Elementare Pädiatrie. mit 156 Prüfungsfragen u. Schlüssel zum Gegenstandskatalog. Thieme, Stuttgart 1978. [2., überarb. Aufl.]